# Théâtre de Berndorf
Le Stadttheater Berndorf est un théâtre à Berndorf (Basse-Autriche).

## Histoire
Le théâtre est commandé par Arthur Krupp à l'occasion du 50e anniversaire du règne de l'empereur François-Joseph et entièrement financé par ses fonds privés. Le théâtre doit servir de divertissement et d'éducation à la main-d'œuvre de Krupp et est le premier théâtre d'un site industriel de la monarchie et le cinquième en Basse-Autriche (Baden, Krems, Wiener Neustadt et Sankt Pölten).
Le bâtiment de style néo-Renaissance est fait sur le modèle du Volkstheater à Vienne selon les plans du bureau de Fellner & Helmer et sous la supervision des architectes Laske et Essenther en 1898 selon le plan. L'intérieur rappelle un théâtre de palais rococo. Le bâtiment d'origine avait des fresques colorées à l'extérieur, qui ne sont que partiellement conservées aujourd'hui. La façade principale du théâtre donne sur un parc avec des platanes et la place principale actuelle, cependant, la résidence Krupp en face a brûlé. Krupp cependant ne parvient pas à la planification urbaine d'une grande place en face du théâtre.
À cause de l'assassinat d'Élisabeth de Wittelsbach, l'ouverture a lieu un an plus tard le 27 septembre 1899, en présence de l'Empereur. La soirée d'ouverture fait l'objet d'une peinture de Hans Temple, qui représente les nombreuses personnalités présentes. La première est la pièce Der kleine Mann de Carl Karlweis avec Alexander Girardi et d'autres membres du Volkstheater.
Après l'ouverture, le théâtre ouvre deux fois par semaine avec alternativement les ensembles de Baden, de Wiener Neustadt et du Volkstheater. Les frais d'entrée sont subventionnés par Arthur Krupp, le théâtre reçoit beaucoup de spectateurs.
L'intérieur du théâtre est gravement endommagé par un incendie le 26 septembre 1902, mais retrouve son aspect original en octobre 1903. Le financement est à nouveau pris en charge par Arthur Krupp. Lors de la Première Guerre mondiale, les spectacles réguliers cessent, un cinéma est mis en place en 1930. Le 10 mai 1944, l'allée et l'entrée du théâtre sont endommagées par des bombardements. Le 4 juillet 1944, il y a l'inondation de la Triesting. En 1960, Vereinigten Metallwerke Ranshofen-Berndorf fait don du théâtre municipal délabré à la municipalité, qui rénove avec l'aide du gouvernement provincial de Basse-Autriche de 1960 à 1964. L'enduit extérieur et le toit sont renouvelés et l'équipement de la scène est modernisé. Le coût total s'élève à environ 4,7 millions de schillings, soit presque le double du coût estimé. Une restauration profonde a lieu de 1986 à 1992 par Robert Krapfenbauer et H. Scheifinger.
Le théâtre n'a jamais eu son propre ensemble. Depuis 1989, un festival a lieu l'été, d'abord dirigé par Felix Dvorak puis de 2011 à 2014 par Michael Niavarani et depuis 2014 par Kristina Sprenger.

## Sources
- (de) Cet article est partiellement ou en totalité issu de l’article de Wikipédia en allemand intitulé « Stadttheater Berndorf » (voir la liste des auteurs).